# Trupanea
Trupanea este un gen de muște din familia Tephritidae.

## Specii[1]
- Trupanea actinobola
- Trupanea ageratae
- Trupanea aira
- Trupanea alboapicata
- Trupanea aldrichi
- Trupanea ambigua
- Trupanea amoena
- Trupanea andobana
- Trupanea antiqua
- Trupanea apicalis
- Trupanea arboreae
- Trupanea argentina
- Trupanea arizonensis
- Trupanea artemisiae
- Trupanea asteria
- Trupanea asteroides
- Trupanea aucta
- Trupanea austera
- Trupanea basiflava
- Trupanea basistriga
- Trupanea beardsleyi
- Trupanea bidensicola
- Trupanea bifida
- Trupanea bisdiversa
- Trupanea bisetosa
- Trupanea bisreducta
- Trupanea bistigmosa
- Trupanea bistriga
- Trupanea bonariensis
- Trupanea brasiliensis
- Trupanea brevitarsis
- Trupanea browni
- Trupanea brunneipennis
- Trupanea bullocki
- Trupanea caerulea
- Trupanea californica
- Trupanea candida
- Trupanea celaenoptera
- Trupanea centralis
- Trupanea chariessa
- Trupanea chilensis
- Trupanea chrysanthemifolii
- Trupanea colligata
- Trupanea completa
- Trupanea conjuncta
- Trupanea constans
- Trupanea convergens
- Trupanea cosmia
- Trupanea crassipes
- Trupanea crassitarsis
- Trupanea cratericola
- Trupanea curvata
- Trupanea cuspidiflexa
- Trupanea cyclops
- Trupanea dacetoptera
- Trupanea daphne
- Trupanea dealbata
- Trupanea decepta
- Trupanea decora
- Trupanea dempta
- Trupanea denotata
- Trupanea digrammata
- Trupanea diluta
- Trupanea discyrta
- Trupanea distincta
- Trupanea diversa
- Trupanea dubautiae
- Trupanea dubia
- Trupanea dumosa
- Trupanea durvillei
- Trupanea eclipta
- Trupanea edwardsi
- Trupanea erasa
- Trupanea erigeroni
- Trupanea excepta
- Trupanea extensa
- Trupanea falcata
- Trupanea femoralis
- Trupanea fenwicki
- Trupanea flavivena
- Trupanea foliosi
- Trupanea footei
- Trupanea formosae
- Trupanea furcifera
- Trupanea glauca
- Trupanea gratiosa
- Trupanea guttistella
- Trupanea helota
- Trupanea hendeli
- Trupanea heronensis
- Trupanea horologii
- Trupanea imperfecta
- Trupanea inaequabilis
- Trupanea infissa
- Trupanea inscia
- Trupanea insularum
- Trupanea intermedia
- Trupanea isolata
- Trupanea jonesi
- Trupanea joycei
- Trupanea keralaensis
- Trupanea kraussi
- Trupanea latinota
- Trupanea lignoptera
- Trupanea lilloi
- Trupanea limpidapex
- Trupanea lipochaetae
- Trupanea longipennis
- Trupanea lunifrons
- Trupanea lyneborgi
- Trupanea maculaminuta
- Trupanea maculigera
- Trupanea mallochi
- Trupanea marginalis
- Trupanea megaspila
- Trupanea melantherae
- Trupanea metoeca
- Trupanea mevarna
- Trupanea modesta
- Trupanea multisetosa
- Trupanea mutabilis
- Trupanea neodaphne
- Trupanea nigricornis
- Trupanea nigricornuta
- Trupanea nigripennis
- Trupanea nigriseta
- Trupanea notata
- Trupanea novarae
- Trupanea nubilata
- Trupanea nudipes
- Trupanea nymphula
- Trupanea obsoleta
- Trupanea ochthlera
- Trupanea okinawaensis
- Trupanea omphale
- Trupanea oppleta
- Trupanea opprimata
- Trupanea orfila
- Trupanea ornum
- Trupanea pantosticta
- Trupanea paradaphne
- Trupanea paragoga
- Trupanea paraplesia
- Trupanea patagonica
- Trupanea paupercula
- Trupanea pekeloi
- Trupanea pennula
- Trupanea pentheres
- Trupanea pentziana
- Trupanea perkinsi
- Trupanea peruviana
- Trupanea phrycta
- Trupanea pictofracta
- Trupanea platensis
- Trupanea plaumanni
- Trupanea pollens
- Trupanea polyclona
- Trupanea porteri
- Trupanea proavita
- Trupanea prolata
- Trupanea prominens
- Trupanea propinqua
- Trupanea pseudoamoena
- Trupanea pseudodaphne
- Trupanea pseudovicina
- Trupanea pteralis
- Trupanea pterostigma
- Trupanea pubescens
- Trupanea pusilla
- Trupanea putata
- Trupanea queenslandensis
- Trupanea radifera
- Trupanea reducta
- Trupanea renschi
- Trupanea repleta
- Trupanea richteri
- Trupanea rufa
- Trupanea sandoana
- Trupanea sarangana
- Trupanea sedata
- Trupanea semiguttata
- Trupanea setifrons
- Trupanea shaula
- Trupanea signata
- Trupanea simpatrica
- Trupanea simplex
- Trupanea sirhindiensis
- Trupanea solivaga
- Trupanea spadix
- Trupanea stellata
- Trupanea stenoptera
- Trupanea stulta
- Trupanea subsetosa
- Trupanea superdecora
- Trupanea swezeyi
- Trupanea syrmophora
- Trupanea teitensis
- Trupanea terryi
- Trupanea tersa
- Trupanea texana
- Trupanea thuriferae
- Trupanea tianmushana
- Trupanea tubulata
- Trupanea tucumanensis
- Trupanea unimaculata
- Trupanea unimaculosa
- Trupanea watti
- Trupanea vernoniae
- Trupanea wheeleri
- Trupanea vicina
- Trupanea viciniformis
- Trupanea vitiosa
- Trupanea vittigera
- Trupanea vulpina
- Trupanea xanthochaeta
- Trupanea zonata